# Shep Meyers
Shepard „Shep“ Meyers (* 5. Oktober 1936 in Passaic, New Jersey; † 8. Juli 2009 in San Diego) war ein US-amerikanischer Jazzpianist, Komponist und Arrangeur.
Meyers besuchte zunächst die Wharton School an der University of Pennsylvania, brach aber die Ausbildung ab, um Musiker zu werden. Nach dem Studium an der Manhattan School of Music arbeitete er in New York und Los Angeles als Musiker, Arrangeur, Orchesterleiter und Komponist, u. a. mit Coleman Hawkins, Art Pepper, Conte Candoli, Woody Herman, Johnny Carson, Peggy Lee, Terry Gibbs und Anita O’Day, außerdem als Begleiter der Komiker Lenny Bruce, Steve Allen und Redd Foxx. Aufnahmen entstanden mit Ella Fitzgerald. Als Co-Produzent arbeitete er mit Larry Rosen bei Jon Luciens Album Rashida (1973). Als Arrangeur war er für das Radio City Music Hall Symphony Orchestra tätig. Ferner komponierte er Musik für Radio- und TV-Werbung. In späteren Jahren trat er auf lokaler Ebene als Pianist im Raum San Diego auf, wie im Croce's Restaurant und der Jazz Bar. Unter eigenem Namen legte Meyers das Album Cornerstone vor, u. a. mit dem Saxophonisten Jay Migliori; gefolgt von dem Solo-Piano-Album Solo Thoughts.